# Organizzazione di datori di lavoro
Un'organizzazione di datori di lavoro è un gruppo di imprenditori volontari e privati, generalmente appartenenti allo stesso settore o famiglia di prodotti, il cui scopo è difendere gli interessi dei suoi membri.
Non deve essere confuso con un ordine professionale o un sindacato professionale.
Può essere considerato un accordo illecito.